# Henricia echinata
Henricia echinata är en sjöstjärneart som beskrevs av Clark och Jewett 20. Henricia echinata ingår i släktet Henricia och familjen krullsjöstjärnor. Inga underarter finns listade i Catalogue of Life.